# Бронепалубни крайцери тип „Кьонигсберг“
Кьонигсберг (на немски: Königsberg) са серия бронепалубни крайцери на Императорските военноморски сили от времето на Първата световна война. Те са развитие на крайцерите от типа „Бремен“. Всичко от проекта са построени 4 единици: „SMS Königsberg (1905)“, „SMS Nürnberg (1906)“, „SMS Stuttgart (1906)“, „SMS Stettin (1907)“. Техен усъвършенстван вариант са крайцерите от типа „Дрезден“.

## Проектиране
Проектираните в периода 1904 – 1905 г. крайцери са една от модификациите на крайцерите тип „Бремен“. Корабите са малко по-големи, като размери, и с различна форма на носовата част, с доста по-прикрит таран. Проектната скорост новите кораби е с възел повече, отколкото на предшествениците, един от крайцерите в серията е поръчан с турбинна силова установка.

## Конструкция
Между корабите, независимо от формалната принадлежност към един и същи тип, има разлики, така например „Кьонигсберг“ има 3390 t нормална и 3814 t пълна водоизместимост, „Щутгарт“ и „Нюрнберг“: нормална – 3469 t, пълна – 3902 и 4002 t съответно, а „Щетин“: 3480 t и 3822 t.
Главният кораб на серията, „Кьонигсберг“, е различен със своите основни размери, външен вид и някои елементи от конструкцията на корпуса, той е 114,8 метра дълъг по водолинията, има 115,3 m максимална дължина, ширина 13,2 m и газене от 5,29 m. Останалите три кораба са 116,8 m дълги по водолинията и са с максимална дължина от 117,4 m, те са широки 13,3 m и с газене 5,17 – 5,3 m. Крайцерът „Щетин“ като силова установка има парни турбини и е четиривален (останалите кораби са с парни машини с тройно разширение и два гребни вала).
Благодарение на прогреса в корабостроенето корпусите на корабите от типа „Кьонигсберг“ са успешно олекотени, без загуба в здравината, на отделни места е намалена дебелината на бронята, което сумарно позволява да се спечелят почти 300 тона тегло и да се поставят по-мощните машини.

### Въоръжение
Главният калибър се състои от десет 105-mm скорострелни оръдия система SK L/40 на единични лафети. Две оръдия са едно до друго на носа, шест по бордовете, по три на всеки борд и две в редица на кърмата. Общият им боекомплект са 1500 изстрела, по 150 на оръдие. Оръдията са с прицелна далечина на стрелбата 12 200 m. Корабите носят и осем („Нюрнберг“ – десет) 52-mm L/55 оръдия с общ боезапас 4000 изстрела. Крайцерите имат и два 450-mm траверсни подводни торпедни апарата с общ боезапас от пет торпеда.

### Брониране
Бронирана палуба е главната защита на крайцерите. Хоризонталният участък от палубата е с дебелина 20 – 30 mm, а скосовете към борда – 45 – 80 mm. Палубата се спуска към носа и кърмата на крайцера. Бойната рубка е защитена в стените от Круповска броня дебела 100 mm и стоманена 20-mm на покрива. Щитовете на оръдията на главния калибър са дебели 50 mm.

### Силова установка
Силовата установка на първите три кораба от типа се състои от две 3-цилиндрови парни машини с тройно разширение, с номинална мощност 12 000 (8948 кВт) индикаторни конски сили или 13 200 к.с.(13 000) за постигане на разчетната скорост от 23 възела (43 км/ч). На изпитанията крайцерите развиват скорост от 23,4 – 24,1 възела при мощност 13 146 – 13 918 к.с.„Щетин“ вместо това има две парни турбини на „Парсънс“, разчетени за сумарна мощност от 13 500 конски сили (10,1 KW) към валовете и максимална скорост 24 възела (44 km/h). Той също надскача проектната скорост, развивайки на изпитанията скорост от 25,2 възела, при мощност 21 670 к.с. Проектната скорост (24 възела), при него, е достигната при мощност 15 500 к.с. На крайцерите от типа „Кьонигсберг“ има 11 тънкотръбни водотръбни котли с по две огнища, военноморски тип, изработващи пара с работно налягане 16 атм. и обща повърхност на нагряване от 3050 м² димът им се отвежда от три комина.
Далечината на плаванеДалечината на плаване съставлява 4120 – 4170 морски мили на 12 възела. Далечината на плаване на „Кьонигсберг“, след преоборудване 1911 – 1912 г., достига 5750 морски мили на 12 възела.

#### Сравнение между турбинна и паромашинна установки при различни режими на хода
| Сравнение между различните типове енергетични установки на крайцери |                 |                 |                 |                 |                                     |                                  |
| Крайцер                                                             | Скорост, възела | Скорост, възела | Мощност, к.с.   | Мощност, к.с.   | Пълен денонощен разход на гориво, т | Далечина на плаване, морски мили |
|                                                                     | „Щутгарт“ (ПМ)  | „Щетин“ (ПТ)    | „Щутгарт“       | „Щетин“         | „Щутгарт“/ „Щетин“                  | „Щутгарт“/ „Щетин“               |
| Проектна мощност (6-часови изпитания)                               | 23 (23,7)       | 24 (23,96)      | 13 000 (13 745) | 13 500 (15 448) |                                     |                                  |
| 4/5 мощност                                                         | 22,3            | 22,6            | 10 400          | 10 800          | 241/221                             | 1800/2100                        |
| Максимална продължителна скорост                                    | 21,5            | 21,9            | 8800            | 9500            | 207/204                             | 2045/2130                        |
| 3/5 мощност                                                         | 20,8            | 21,2            | 7800            | 8160            | 192/175                             | 2130/2220                        |
| 2/5 мощност (среден ход)                                            | 18,7            | 18,8            | 5200            | 5440            | 130/146                             | 2840/2550                        |
| 1/5 мощност                                                         | 14,7            | 14,8            | 2600            | 2720            | 75/87                               | 3860/3340                        |
| 10,0 възела                                                         | 10,0            | 10,0            | 845             | 860             | 33/41                               | 6100/4750                        |

## История на службата
Крайцерите от типа „Кьонигсберг“ вземат активно участие в бойните действия в морето в периода на Първата световна война.
„Нюрнберг“ влиза в състава на Германската Източно-Азиатска крайцерска ескадра на адмирал Шпее. Взема участие в сражението при Коронел от 1 октомври 1914 г. и е потопен в бой от английския броненосен крайцер „Кент“ (HMS Kent) в хода на сражението при Фолкландските острови (8 декември 1914 г., загиват 327 души.
„Кьонигсберг“ с началото на войната под командването на фрегатенкапитан (капитан 2-ри ранг) Макс Лооф действа на търговските комуникации на Британската империя в Индийския океан, потопява британския бронепалубен крайцер „Пегасус“. На 30 октомври 1914 г. е блокиран от англичаните в делтата на река Руфиджи и на 11 юли 1915 г. е разрушен от огъня на монитори.
„Щутгарт“ от 1908 г. се използва като учебен артилерийски кораб. През 1914 г. отново влиза в състава на флота и 1919 г. е продаден за скрап. „Щетин“ от 1917 г. се използва като учебен, а 1919 г. също е предаден за скрап.

## Списък на корабите от типа[8]
| Име                     | Корабостроителница-строител | Дата на залагане | Дата на спускане на вода | Дата на влизане в състава на флота | Дата на извеждане от състава на флота/гибел | Съдба                                                                                                 |
| ----------------------- | --------------------------- | ---------------- | ------------------------ | ---------------------------------- | ------------------------------------------- | --- |
| „SMS Königsberg (1905)“ | Kaiserliche Werft Кил       | 1905             | 12 декември 1905 г.      | 6 април 1907 г.                    | 11 юли 1915 г.                              | блокиран от англичаните в делтата на река Руфиджи и е разрушен от огъня на монитори.                  |
| „SMS Nürnberg (1906)“   | Kaiserliche Werft Кил       | 1906             | 29 август 1906 г.        | 10 април 1908 г.                   | 8 декември 1914 г.                          | потопен в бой от английския броненосен крайцер „Кент“ в хода на сражението при Фолкландските острови. |
| „SMS Stuttgart (1906)“  | Kaiserliche Werft Данциг    | 1905             | 22 септември 1906 г.     | 1 февруари 1908 г.                 | 1919 г.                                     | Изключен от списъците на флота                                                                        |
| „SMS Stettin (1907)“    | AG Vulcan Щетин             | 1906 г.          | 7 март 1907 г.           | 29 октомври 1907 г.                | 1919 г.                                     | Изключен от списъците на флота                                                                        |

## Оценка на проекта
| ТТХ на крайцери                  |                                                                     |                                              |                                           |                                                       |                                                                  |                                                                  |
| Характеристики                   | „SMS Nürnberg (1906)“ · Германия                                    | „Аметист“ · Великобритания                   | „Патфайндър“ · Великобритания             | „Изумруд“ Русия                                       | „SMS Hamburg“ · Германия                                         | „SMS Lübeck“ · Германия                                          |
| Година на залагане               | 1906                                                                | 1903                                         | 1903                                      | 1902                                                  | 1902                                                             | 1903                                                             |
| Година на влизане в строй        | 1908                                                                | 1905                                         | 1905                                      | 1904                                                  | 1904                                                             | 1905                                                             |
| Размери, m (Д×Ш×Г)               | 116,8 ×13,3 ×5,24                                                   | 113,9×12,2×4,4                               | 116×11,77×3,96                            | 111,1×12,2×5,2                                        | 111,1×13,3×5,61                                                  | 111,1×13,3×5,40                                                  |
| Водоизместимост, t               | 3469                                                                | 3048                                         | 2946                                      | 3330                                                  | 3278                                                             | 3265                                                             |
| Въоръжение                       | 10 – 105-mm, 10 – 52-mm, ТА 2×1 – 450-mm                            | 12 – 102-mm, 8 – 47-mm, ТА 2×1 – 450-mm      | 10 – 76,2-mm, 8 – 47-mm, ТА 2×1 – 450-mm  | 8 – 120-mm, 6 – 47-mm, ТА 3×1 – 381-mm                | 10 – 105-mm, 10 – 52-mm, ТА 2×1 – 450-mm                         | 10 – 105-mm, 10 – 52-mm, ТА 2×1 – 450-mm                         |
| Брониране, mm                    | Палуба – 20 – 30, скосове – 45 – 80, щитове на ГК – 50, рубка – 100 | Палуба – 20 – 51, щитове ГК – 25, рубка – 76 | Палуба – 16 – 37, пояс – 51, рубка – 76,2 | Палуба – 30, скосове – 50, щитове ГК – 25, рубка – 30 | Палуба – 20 – 35, скосове – 50 – 80, щитове ГК – 50, рубка – 100 | Палуба – 20 – 35, скосове – 50 – 80, щитове ГК – 50, рубка – 100 |
| Силова установка, к.с.           | ПМ, 12 000 (13 200)                                                 | ПТ, 12 000                                   | ПМ, 16 500                                | ПМ, 17 000                                            | ПМ, 10 000                                                       | ПТ, 11 500                                                       |
| Далечина на плаване, морски мили | 4120 на 12 възела                                                   | 5500 на 10 възела                            | 3400 на 10 възела                         | 4500 на 10 възела                                     | 4270 на 12 възела                                                | 3800 на 12 възела                                                |
| Проектна скорост, възела         | 23                                                                  | 22,5                                         | 25                                        | 24                                                    | 22                                                               | 22,5                                                             |
| Максимална скорост, възела       | 23,4                                                                | 23,4                                         | 25,22                                     | 22,5                                                  | 23,3                                                             | 23,1                                                             |

## Коментари
1. ↑  Всички данни са към момента на влизането в строй.
2. ↑  Според немската класификация те се обозначават като малки крайцери (на немски: Kleiner Kreuzer).
3. ↑  Префиксът „SMS“ е от на немски: Seiner Majestat Schiff (Кораб на Негово Величество).
4. ↑  Съгласно номенклатурата на артилерията на флота на Германската империя „SK“ (Schnelladekanone) означава „скорострелно оръдие“, а L/40 означава сравнителната дължина на оръдието в калибри. В дадения случай L/40 означава, че дължината на оръдието съставлява 40 негови калибра (105 × 40).
5. ↑  За британските и американски кораби в източниците водоизместимостта се дава в дълги тона, числото е превърнато в метрични тонове.